# Trema la Terra
Trema la Terra è il sesto album in studio di Alfio Antico, pubblicato il 13 marzo 2020 da Ala Bianca e distribuito da Warner Music Italy.
Il disco vede la produzione artistica di Cesare Basile.

## Tracce
Testi e musiche di Alfio Antico.
1. Trema la Terra
2. Pancali cucina
3. Nun n'aiu sonnu
4. Rijanedda
5. Pani e Cipudda
6. Menza sira
7. Lettu letu
8. Vendemmia
9. Me figghiu

## Formazione
- Alfio Antico - voce, tamburo, chitarra battente, campane, lamiera
- Cesare Basile - chitarra acustica, elettrica, cigar box guitar, Ngoni, sintetizzatore, molle, noise-radio, bansuri, coro
- Gino Robair - synth modulari, pianoforte preparato, Hammond, e-bow, chitarra acustica, battente
- Mattia Antico - chitarra acustica, classica, resofonica, banjo-viola, e-bow, molle, sintetizzatore, richiamo per quaglia, glockenspiel, harmonium
- Puccio Castrogiovanni - chitarra battente, ciaramella, marranzano, zampogna, coro
- Alice Ferrara - coro
- Rossella Alessandrini - urlo
- Salvo Noto - campana